# 刁遵
刁遵（441年—516年），字奉国，勃海郡饶安县人，北魏官员。
父刁雍，在北魏任显职，为安东伯。太和八年（484年），父亲逝世，刁遵袭父爵。太和中，例降为东安侯。刁遵少不拘小节，长大后修改。曾患重病，几乎死去，梦见有神明救之，言福门子当享长年。太和中为魏郡太守，正始中征为太尉高阳王谘议参军，转大司农少卿，不久迁使持节都督洛州诸军事、龙骧将军、洛州刺史，熙平元年六月廿六日卒于任上，年七十六，追赠平东将军、兖州刺史，谥曰惠侯。

## 家庭

### 高祖父母
- 刁协，字元亮，东晋侍中、尚书左仆射、尚书令、金紫光禄大夫、太尉、义阳成公
- 彭城曹氏，东晋梁国内史曹羲之女
- 河东某氏，刁协继室

### 曾祖父母
- 刁彝，字太伦，东晋侍中、徐州牧、司空、义阳文公
- 高平徐氏，东晋北平将军、兖州刺史徐敏之女

### 祖父母
- 刁畅，字仲远，东晋中书令、金紫左光禄大夫、建平公
- 南阳刘氏

### 父母
- 刁雍，字淑和，北魏使持节、侍中、都督扬豫兖徐四州诸军事、征南大将军、开府仪同三司、徐豫冀三州刺史、东安简公
- 琅琊王氏，东晋宁朔将军、济阴太守王胤之女

### 夫人
- 渤海高氏，北魏侍中、中书监、司空、咸阳文公高允之女

### 兄弟
- 长兄刁纂；字奉宗，早亡。夫人河内司马氏，北魏使持节、侍中、镇西大将军、开府仪同三司、扬州刺史、琅琊郡王司马楚之之女
- 三弟刁绍，字奉世，饶安、易二县县令；夫人河内司马氏，司马龙成之女
- 四弟刁献；字奉章，夫人燕郡某氏
- 五弟刁融，字奉业，汝阴太守；夫人渤海高氏
- 六弟刁肃，字奉诚，中书侍郎；夫人清河崔氏，昌国令、贝丘子崔龙皮之女

### 子孙
有子十三人：
- 长子刁楷，字景伯，举秀才；早亡。夫人清河崔氏，刘宋散骑侍郎崔相之女
  - 孙：刁冲，字文朗。袭祖爵东安侯。谥曰安宪先生。
    - 曾孙：刁钦，字志儒，早亡。
- 次子刁尚；字景胜，夫人河南元氏，侍中、征□大将军、梁雍二州刺史、临淮王拓跋提之女
- 三子刁整，字景智，散骑常侍、右军将军；赠司空公，谥曰文献。夫人渤海高氏，侍中、中书监、司空、咸阳文公高允孙女
  - 孙：刁柔，字子温。与魏收一起编撰《魏书》。
- 四子刁振；字景略，夫人渤海李氏
- 五子刁宣，字季达，太尉记事参军事、伏波将军、谒者仆射、中散大夫，出继刁遵五弟汝阴太守刁融为后；以功封高城县侯，赠太尉公，谥曰武。夫人河南元氏，为侍中、司徒、中山献武王元英之女饶安公主
- 六子刁隆
- 七子刁景运
- 八子刁景〇